# Спиридакис, Тони
То́ни Спирида́кис (англ. Tony Spiridakis; род. 1 января 1959, Куинс, Нью-Йорк, США) — американский кинорежиссёр, сценарист, актёр, кинопродюсер и драматург. Наиболее известен по фильмам «Жажда смерти 3» (1985), «Гарем» (1986), «Бруклинская рокировка» (1991), «Последнее слово» (1995), «Если Люси упадёт» (1996) и «Сценарий для убийства» (1997). Сооснователь Манхэттенского института кино (2012). Член Гильдии сценаристов США, Гильдии киноактёров США и Гильдии режиссёров Америки.

## Биография
Родился в семье греков Алекса и Евгении Спиридакисов, иммигрироваших в США с Крита (Греция). Его отец работал линотипистом, а мать преподавателем.
Окончил Университет штата Нью-Йорк в Олбани.
Изучал актёрское искусство в Йельской школе драмы.
Учился у Никоса Псахаропулоса, Уты Хаген, Джеральдины Пейдж, Майкла Кана и Ларри Мосса.
После работы в Лондоне со Стэнли Кубриком над фильмом «Цельнометаллическая оболочка» (1987), Спиридакис написал свой первый сценарий «Бруклинская рокировка» (1991), на что его вдохновил Кубрик.
С 2010 года — адъюнкт-профессор Колледжа кино и медиаискусств при Чепменском университете, где преподаёт кинопроизводство.
В совершенстве владеет греческим языком.

## Личная жизнь
В 1996—2011 годах был женат на продюсере и актрисе Николь Хансен, от брака с которой имеет сыновей Никоса и Димитри. Вторая супруга, Лиза Гиллоули, имеет четверых детей.

## Фильмография

### Режиссёр
- Noise (2004)
- Driving to Ground Zero (2002) (документальный фильм)
- Tinseltown (1997)
- Последнее слово (1995)

### Сценарист
- Greenport (2017)
- Ash Tuesday (2003)
- Driving to Ground Zero (2002)
- Falcone (2000)
- Tinseltown (1997)
- Dante and the Debutante (1996)
- Если Люси упадёт (1996)
- Последнее слово (1995)
- The Heights (1992)

- Бруклинская рокировка (1991)

### Актёр
- Greenport (2017) — Том Вуд
- Alibi (2007) — Оберман
- Доктор Хаус (2007) — Бен (22 эпизод, 3 сезон)
- Ash Tuesday (2003) — Панч
- Закон Лос-Анджелеса (1991) — Энтони Блейк (21 эпизод, 5 сезон)
- Бруклинская рокировка (1991) — Винни
- Monsters (1991) — Геркулес Вальвалотус (18 эпизод, 3 сезон)
- Hometown Boy Makes Good (1990) — Чак Фрейзер
- My Sister Sam (1988) — (22 эпизод, 2 сезон)
- The American Way (1986)
- The Equalizer (1986) — (19 эпизод, 1 сезон)
- Гарем (1986) — Мурат
- Жажда смерти 3 (1985) — Анхель
- В поисках завтрашнего дня (1985) — Джаред Берк
- Bay City Blues (1983) — Ли Джакоби

### Продюсер
- Greenport (2017)
- Credo Creatus (2017)

- Fall Repeat (2016)
- Whiskey Sour (2016)
- Lockdown (2016)
- Take Me Home Tonight (2016)
- The Accident (2016)
- Mother’s Day (2016)
- Precipice (2014)
- Due (2014)
- Grunt (2014)
- Interrogation (2014)
- Out of the Closet (2014)
- Fun Time$ (2013)
- Even If I Tried… (2013)
- Mother’s Day (2013)
- The Dock (2012)
- De loba (2012)
- Hippocratic Oath (2012)
- Full Disclosure (2012)
- Noise (2004)
- Ash Tuesday (2003)
- Driving to Ground Zero (2002)
- Tinseltown (1997)
- Dante and the Debutante (1996)
- Последнее слово (1995)
- The Heights (1992)
- Бруклинская рокировка (1991)